# The Secret Code (film 1915)
The Secret Code è un cortometraggio muto del 1915 diretto da James W. Horne, terzo episodio del serial Mysteries of the Grand Hotel.

## Produzione
Il film fu prodotto dalla Kalem Company.

## Distribuzione
Distribuito dalla General Film Company, il film - un cortometraggio in due bobine - uscì nelle sale cinematografiche statunitensi il 4 agosto 1915.